# Máryina Horka
Máryina Horka (bielorruso: Ма́р’іна Го́рка) o Márina Gorka (ruso: Ма́рьина Го́рка) es una ciudad subdistrital de Bielorrusia, capital del distrito de Pújavichy en la provincia de Minsk.
En 2023, la ciudad tenía una población de 20 242 habitantes.
Se ubica junto a la autovía M5, a medio camino entre Minsk y Babruisk.

## Historia
Se conoce la existencia del asentamiento desde el siglo XVI, cuando era un pueblo de la República de las Dos Naciones. Estuvo en manos de varias familias nobles como los Radziwiłł o los Krupski, hasta que en 1760 pasó a ser un señorío eclesiástico. En la partición de 1793 pasó a formar parte del Imperio ruso, que lo integró en el uyezd de Ihumen de la gobernación de Minsk. Durante el gobierno ruso, volvió a ser propiedad de los Krupski hasta 1864, cuando el señor local fue enviado a Siberia por organizar en la zona el Levantamiento de Enero.
Fue una pequeña aldea hasta 1873, cuando comenzó a desarrollarse como poblado ferroviario al abrirse aquí una estación del ferrocarril de Liepāja a Romny. En 1920 se integró en la RSS de Bielorrusia, en cuya organización territorial pasó a depender en 1924 del raión de Pújavichy. En 1925 se movió la capital distrital de Pújavichy a Máryina Horka, pero conservándose el nombre inicial del raión; esto se debió al fortísimo crecimiento del poblado ferroviario, que pasó de trescientos a seis mil quinientos habitantes a lo largo del período de entreguerras. En 1938 adoptó el estatus de asentamiento de tipo urbano y en 1955 el de ciudad subdistrital. Su territorio se amplió en 2017 al anexionarse los antiguos pueblos y actuales barrios de Kavaliova y Senazhatki.